# NK Jelačić Petrovaradin
Nogometni klub Jelačić bio je nogometni klub Hrvata iz Petrovaradina. Djelovao je do Drugoga svjetskog rata.